# Линдзи Лоън
Линдзи Дий Лоън (на английски: Lindsay Dee Lohan), родена на 2 юли, 1986 г. е американска актриса, манекенка и поп певица.
Лоън започва своята кариера като манекен за реклами в списания и в телевизията. На 10-годишна възраст, тя стартира актьорската си кариера с участието си в сапунена опера, след това на 11 години прави своя филмов дебют, като изиграва двете близначки в римейка на филма „Капан за родители“ (Parent Trap) през 1998.
Заради Линдзи Лоън през 2001 година Аарън Картър напуска Дъф. Има и собствено шоу, което стартира на 8 януари 2019 г.
Лоън се утвърждава на сцената след участието си в семейните комедии „Шантав петък“ (Freaky Friday), „Изповедта на една малолетна актриса“ (Confessions of a Teenage Drama Queen), „Гадни момичета“ (Mean Girls) и „Хърби: Зареден до дупка“ (Herbie: Fully Loaded). След постигнатия успех младата актриса решава да се снима в друг тип филми като A Prairie Home Companion и „Боби“ (Bobby), в които има поддържащи роли. Най-новите филми, в които тя има главна роля, са „Лош късмет“ (Just My Luck), „Правилата на Джорджия“ (Georgia Rule) и „Знам кой ме уби“ (I Know Who Killed Me).
Освен в актьорството Лоън има и втора кариера като певица. Издала е три самостоятелни албума Speak (2004), A Little More Personal (2005) и Spirit in the Dark (2008).
Въпреки напредващата си кариера като певица и актриса, Лоън получава внимание от медиите не само заради своите успехи в музикалната и филмовата индустрия. Нейните многобройни арести заради употреба на алкохол и наркотици са предпочитана тема за таблоидите.

## Дискография

### Студийни албуми
- Speak (2004)
- A Little More Personal (Raw) (2005)

### Сингли
- „Rumors“ (2004)
- „Over“ (2004)
- „First“ (2005)
- „Confessions of a Broken Heart (Daughter to Father)“ (2005)
- „Bossy“ (2008)

## Видеоклипове
| Видеоклип                                          | Премиера | Албум                        |
| -------------------------------------------------- | -------- | ---------------------------- |
| Drama queen (That girl)                            | 2004     | –                            |
| Rumors                                             | 2004     | Speak                        |
| Over                                               | 2005     | Speak                        |
| First                                              | 2005     | Speak                        |
| Confessions of a broken heart (Daughter to father) | 2005     | A little more personal (Raw) |

## Филмография

### Филми
| Година | Заглавие на български                 | Оригинално заглавие                  | Роля                      | Режисьор               | Бележки |
| ------ | ------------------------------------- | ------------------------------------ | ------------------------- | ---------------------- | ------- |
| 1998   | „Капан за родители“                   | The Parent Trap                      | Хали Паркър / Ани Джеймс  | Главна роля            |         |
| 2000   | „В човешки облик“                     | Life-Size                            | Кейси Мичъл               | ТВ                     |         |
| 2002   | „Гореща следа“                        | Get a Clue                           | Лекси Голд                | ТВ                     |         |
| 2003   | „Шантав петък“                        | Freaky Friday                        | Ана Колман                | Главна роля            |         |
| 2004   | „Изповедта на една малолетна актриса“ | Confessions of a Teenage Drama Queen | Мери Елизабет „Лола“ Степ | Главна роля            |         |
| 2004   | „Гадни момичета“                      | Mean Girls                           | Кейди Херън               | Главна роля            |         |
| 2005   | „Хърби: Зареден до дупка“             | Herbie: Fully Loaded                 | Маргарет „Маги“ Пейтън    | Главна роля            |         |
| 2005   | „Моята сцена отива в Холивуд“         | My Scene Goes Hollywood              | Себе си                   | Озвучаване / анимация  |         |
| 2006   | „Лош късмет“                          | Just My Luck                         | Ашли Олбрайт              | Главна роля            |         |
| 2006   | „Прериен домашен спътник“             | A Prairie Home Companion             | Лола Джонсън              | Поддържаща роля        |         |
| 2006   | „Боби“                                | Bobby                                | Даян Хубър                | Поддържаща роля        |         |
| 2006   | „Ваканцията“                          | The Holiday                          | Себе си                   |                        |         |
| 2007   | „Глава 27-а“                          | Chapter 27                           | Джуд                      | Главна роля            |         |
| 2007   | „Правилата на Джорджия“               | Georgia Rule                         | Рейчъл Уилкокс            | Главна роля            |         |
| 2007   | „Знам кой ме уби“                     | I Know Who Killed Me                 | Обри Флеминг / Дакота Мос | Главна роля            |         |
| 2008   | „Осмели се да ме обичаш“              | Dare to Love Me                      | Ла Ритана                 | Главна роля, Анонсиран |         |
| 2009   | „Родилни мъки“                        | Labor Pains                          |                           | Главна роля, Анонсиран |         |
| 2010   | „Мачете“                              | Machete                              | Ейприл Буут               |                        |         |
| 2012   | „Лиз и Дик“                           | Liz & Dick                           | Елизабет Тейлър           | Главна роля, Анонсиран |         |
| 2013   | „Страшен Филм 5“                      | Scary MoVie                          | Не се казва               |                        |         |